# Gigacuma halei
Gigacuma halei är en kräftdjursart som beskrevs av Kurian 1951. Gigacuma halei ingår i släktet Gigacuma och familjen Bodotriidae. Inga underarter finns listade i Catalogue of Life.